# Épreuve Halter

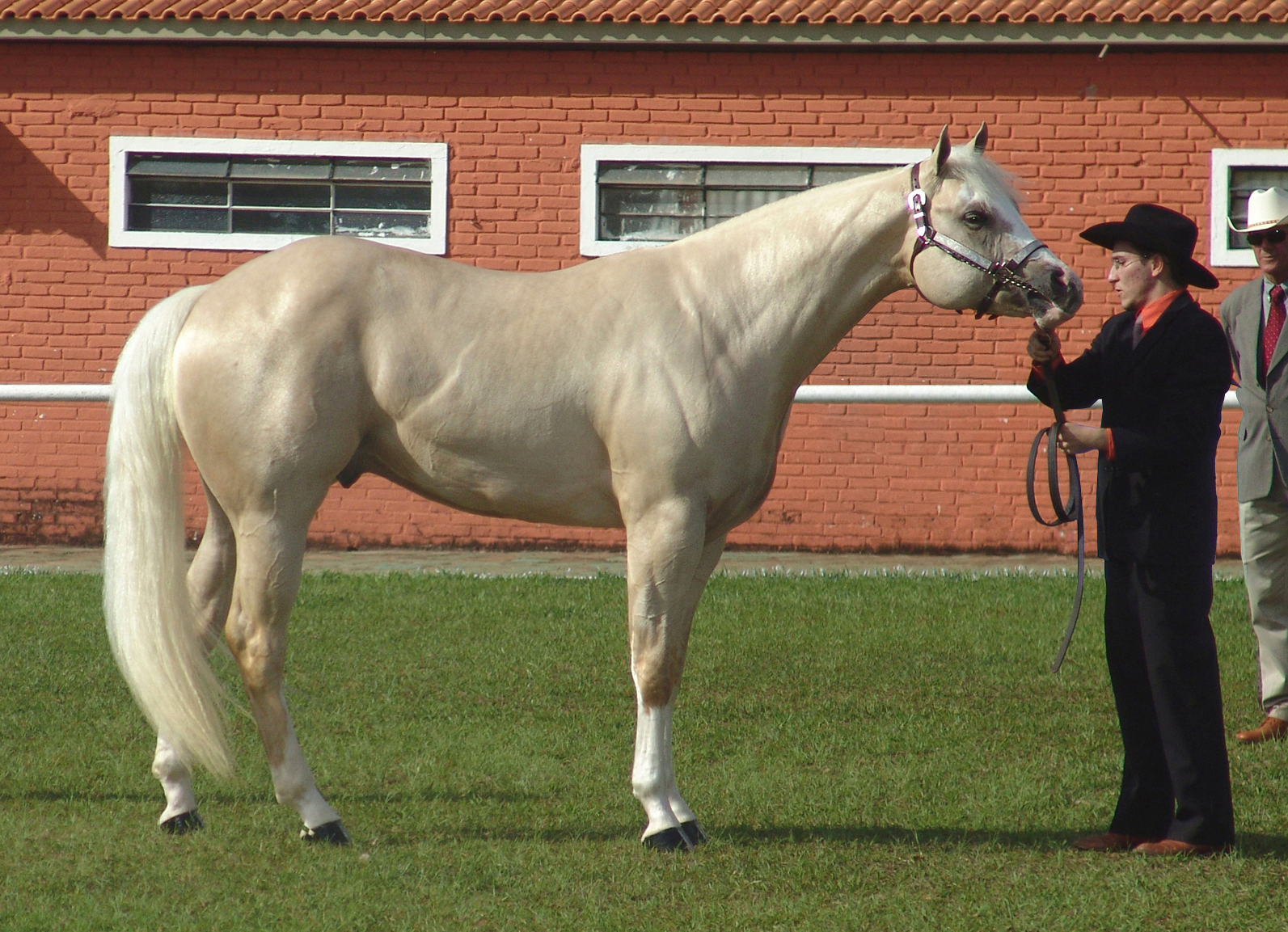
Un Quarter horse présenté à une épreuve Halter.

Une épreuve Halter est un concours de présentation de chevaux tenus en main, où le cheval n'est pas monté. Elles peuvent concerner de nombreuses races de chevaux. Surtout présentes dans les États-Unis, les épreuves Halter peuvent porter d'autres noms comme « épreuve In-Hand », Breeding ou Conformation.
Généralement, le score final des compétiteurs aux épreuves Halter est calculé à 60 % sur la prestation en elle-même, et à 40 % sur le toilettage et la préparation du cheval. Presque toutes les races de chevaux peuvent participer à des épreuves Halter. Les épreuves Halter sont généralement regroupées par race, sexe ou âge. Les règles, les normes de la race, les modèles et les styles de toilettage, l'utilisation de produits de beauté et la popularité de la discipline varient considérablement. Cependant, toutes les épreuves exigent que les chevaux soient méticuleusement entretenus avant d'entrer sur le ring, soient formés correctement dans le style dicté par leur race ou la discipline, et marchent et trottent sur commande.

## Controverse
La popularité des épreuves Halter pour les Quarter Horses et les Paint Horses aux États-Unis s'accompagne d'une controverse. En effet, la mode est aux chevaux très musclés sur des membres fins, morphologie qui s'accompagne de souffrances physiques conséquentes. Souvent, les chevaux sont complémentés avec des stéroïdes et confinés dans des espaces réduits pour garder leur musculature excessive.